# Coniopteryx (Xeroconiopteryx) collaris
Coniopteryx (Xeroconiopteryx) collaris is een insect uit de familie van de dwerggaasvliegen (Coniopterygidae), die tot de orde netvleugeligen (Neuroptera) behoort. 
Coniopteryx (Xeroconiopteryx) collaris is voor het eerst wetenschappelijk beschreven door Sziráki in 1997.